# Upshur County (Texas)
Das Upshur County ist ein County im Bundesstaat Texas der Vereinigten Staaten. Das U.S. Census Bureau hat bei der Volkszählung 2020 eine Einwohnerzahl von 40.892 ermittelt. Der Verwaltungssitz (County Seat) ist Gilmer.

## Geographie
Das County liegt im Südosten von Texas und ist jeweils etwa 50 km im Norden von Oklahoma und im Osten von Arkansas entfernt. Es hat eine Fläche von 1535 Quadratkilometern, wovon 13 Quadratkilometer Wasserfläche sind. Es grenzt im Uhrzeigersinn an folgende Countys: Camp County, Morris County, Marion County, Harrison County, Gregg County, Smith County und Wood County.

## Geschichte
Upshur County wurde 1846 aus Teilen des Harrison County gebildet. Benannt wurde es nach Abel Parker Upshur, dem 15. Außenminister der Vereinigten Staaten.

## Demografische Daten

Alterspyramide des Upshur County

Nach der Volkszählung im Jahr 2000 lebten im Upshur County 35.291 Menschen in 13.290 Haushalten und 10.033 Familien. Die Bevölkerungsdichte betrug 23 Einwohner pro Quadratkilometer. Ethnisch betrachtet setzte sich die Bevölkerung zusammen aus 85,70 Prozent Weißen, 10,15 Prozent Afroamerikanern, 0,63 Prozent amerikanischen Ureinwohnern, 0,18 Prozent Asiaten, 0,06 Prozent Bewohnern aus dem pazifischen Inselraum und 2,10 Prozent aus anderen ethnischen Gruppen; 1,17 Prozent stammten von zwei oder mehr Ethnien ab. 3,95 Prozent der Einwohner waren spanischer oder lateinamerikanischer Abstammung.
Von den 13.290 Haushalten hatten 33,5 Prozent Kinder oder Jugendliche, die mit ihnen zusammen lebten. 60,7 Prozent waren verheiratete, zusammenlebende Paare 11,0 Prozent waren allein erziehende Mütter und 24,5 Prozent waren keine Familien. 21,8 Prozent waren Singlehaushalte und in 10,3 Prozent lebten Menschen im Alter von 65 Jahren oder darüber. Die durchschnittliche Haushaltsgröße betrug 2,62 und die durchschnittliche Familiengröße betrug 3,05 Personen.
27,0 Prozent der Bevölkerung war unter 18 Jahre alt, 8,0 Prozent zwischen 18 und 24, 26,6 Prozent zwischen 25 und 44, 24,1 Prozent zwischen 45 und 64 und 14,3 Prozent waren 65 Jahre alt oder älter. Das Durchschnittsalter betrug 38 Jahre. Auf 100 weibliche Personen kamen 95,5 männliche Personen und auf 100 Frauen im Alter von 18 Jahren oder darüber kamen 91,1 Männer.
Das jährliche Durchschnittseinkommen eines Haushalts betrug 33.347 USD, das Durchschnittseinkommen einer Familie betrug 38.857 USD. Männer hatten ein Durchschnittseinkommen von 31.216 USD, Frauen 20.528 USD. Das Prokopfeinkommen betrug 16.358. 14,9 Prozent der Einwohner 12,3 Prozent der Familien lebten unterhalb der Armutsgrenze.

## Städte und Gemeinden
- Ashland
- Big Sandy
- Cox
- Delrose
- Diana
- East Mountain
- Enoch
- Ewell
- Gilmer
- Graceton
- Grice
- Indian Rock
- Kelsey
- Latch
- Lone Mountain
- Mings Chapel
- New Diana
- New Mountain
- Ore City
- Perryville
- Pritchett
- Rhonesboro
- Rosewood
- Sand Hill
- Seven Pines
- Simpsonville
- Soules Chapel
- Stamps
- Suffolk
- Union Hill
- Willow Oak